# Championnat d'Israël de football 1957-1958
Navigation
Championnat d'Israël 1956-1957 Championnat d'Israël 1958-1959
Le Championnat d'Israël de football 1957-1958 est la 7e édition de ce championnat.

## Classement[1]
| Rang | Équipe               | Pts | J  | G  | N  | P  | Bp | Bc | Diff |
| ---- | -------------------- | --- | -- | -- | -- | -- | -- | -- | ---- |
| 1    | Maccabi Tel-Aviv     | 35  | 22 | 13 | 9  | 0  | 50 | 12 | +38  |
| 2    | Hapoël Petah-Tikvah  | 34  | 22 | 15 | 4  | 3  | 50 | 21 | +29  |
| 3    | Maccabi Haïfa        | 27  | 22 | 12 | 3  | 7  | 42 | 24 | +18  |
| 4    | Maccabi Netanya      | 21  | 22 | 5  | 11 | 6  | 21 | 23 | -2   |
| 5    | Hapoël Tel-Aviv      | 20  | 22 | 6  | 8  | 8  | 29 | 40 | -11  |
| 6    | Hapoël Ramat-Gan     | 20  | 22 | 6  | 8  | 8  | 21 | 33 | -12  |
| 7    | Hapoël Haïfa         | 19  | 22 | 7  | 5  | 10 | 33 | 32 | +1   |
| 8    | Maccabi Jaffa        | 19  | 22 | 8  | 3  | 11 | 24 | 34 | -10  |
| 9    | Beitar Tel-Aviv      | 19  | 22 | 8  | 3  | 11 | 30 | 51 | -21  |
| 10   | Hapoël Jérusalem FC  | 18  | 22 | 6  | 6  | 10 | 20 | 28 | -8   |
| 11   | Maccabi Petah-Tikvah | 17  | 22 | 7  | 3  | 12 | 30 | 37 | -7   |
| 12   | Hapoël Kfar Sabah    | 15  | 22 | 6  | 3  | 13 | 30 | 45 | -15  |

|  | Champion |
|  | Relégué  |

## Bilan de la saison
| Tableau d'Honneur                |                  |
| Compétition                      | Vainqueur        |
| Championnat d'Israël de football | Maccabi Tel-Aviv |
| Coupe d'Israël de football       | Maccabi Tel-Aviv |

| Promotions et relégations |       |
| Relégués en Liga Leumit   | aucun |
| Promus en Ligat ha'Al     | aucun |